# Macrojoppa altibia
Macrojoppa altibia là một loài tò vò trong họ Ichneumonidae.